# S-23
S-23 (imenovana tudi S23, krajše za Soseska 23) je naziv za urbano sosesko v Mariboru, zgrajeno v okviru projekta Maribor-jug. 

## Zgodovina
Začetki projekta segajo v leto 1977, ko je mariborska občina sprejela urbanistični načrt za to območje. Glavna tendenca prostorskega razvoja je bilo širjenje in ekspanzija mesta proti obrobju v območje proti Pohorju. Istega leta se je pričela tudi gradnja prvih stanovanjskih objektov, ki jih je gradilo podjetje Stavbar.

## Geografija
Stanovanjska soseska se nahaja v južnem delu Maribora, od mestnega središča je oddaljena približno 2 kilometra. Razprostira se na površini 83 hektarjev, v njej se nahaja 1200 stanovanj in približno 3000 prebivalcev.

## Karakteristike
Središče soseske tvori križišče med Cesto proletarskih brigad in Kardeljevo cesto, ki sta glavni štiripasovni prometnici na širšem področju. Sosesko tvori sedem stanovanjskih blokov, ki so razporejeni ob obe omenjeni cesti. najvišja izmed njih ima v svojem centralnem delu 16. nadstropij. S svojo tipologijo, volumnom in barvno raznolikostjo dominirajo nad okoliškimi stavbami, tar tako tvorijo morfološko zaključeno celoto. Na notranji strani blokov so dvorišča oz. ploščadi namenjene druženju in rekreaciji prebivalcev. Zaradi prometne obremenjenosti je pod Cesto proletarskih brigad speljan podhod, ki povezuje nasprotne strani ceste. Pod stanovanjskimi bloki se nahajajo podzemne garaže, veliko parkirišč pa je tudi v okolici blokov.

## Infrastruktura
Poleg klasične stanovanjske funkcije, so urbanisti v soseski predvideli tudi številne druge dejavnosti, ki dopolnjujejo osnovno funkcijo in nudijo prednosti mestnega življenja. V soseski se tako nahaja vrtec, dve banki, trgovina, trafika, tržnica, gostinski lokali, knjižnica, drogerija in številne druge. V okolici soseske so tudi športni objekti, kot tudi kolesarska steza in nekaj zelenih površin.  

## Upravni položaj
V upravnem smislu območje soseske severno od Ceste proletarskih brigad spada v Mestno četrt Tabor, južni del pa v Mestno četrt Nova vas. Pred letom 1996 je bilo območje S-23 združeno v samostojno Krajevno skupnost Proletarskih brigad v okviru v Občine Maribor-Tabor.